# Hotel am Schlossgarten

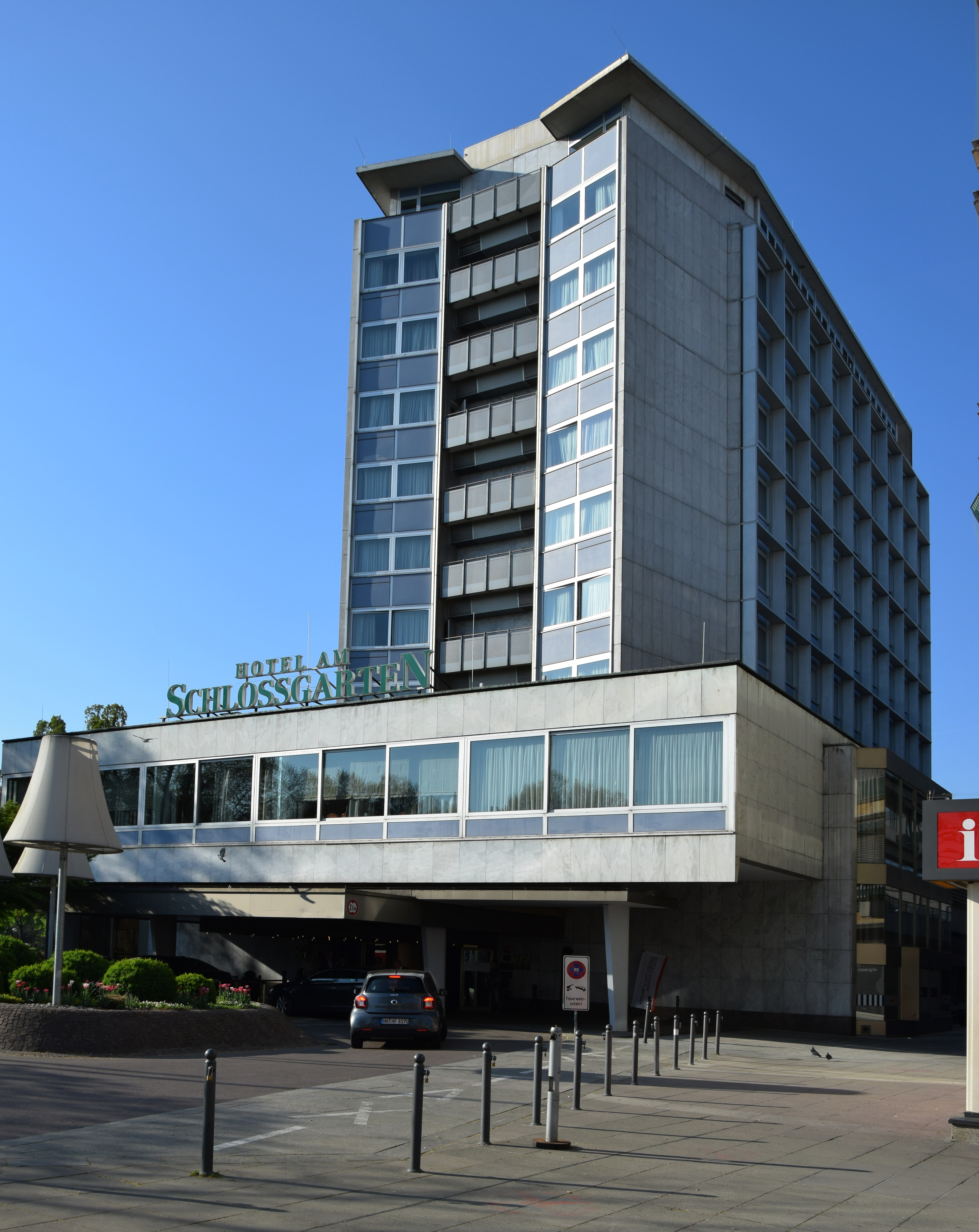
Einfahrt zum Hotel von der Schillerstraße (April 2018)

Das Hotel am Schlossgarten ist ein Luxushotel in Stuttgart. Es gehörte bis zur Schließung 2022 zur Hotelkette Althoff Hotels und zum Hotelverbund The Leading Hotels of the World. Das Restaurant Zirbelstube wurde ab 2004 bis zur Schließung 2022 mit einem Michelin-Stern ausgezeichnet.
Die Wiedereröffnung des Hotels ist für 2028 als Teil des neuen Schlossgartenquartiers geplant.

## Hotel
Das Gebäude des Hotels am Schlossgarten wurde von dem Architekten Hans Paul Schmohl gebaut und 1962 eröffnet. Es liegt zwischen Stuttgart Hauptbahnhof und Stuttgarter Schlossgarten. Es hatte 106 Zimmer und Suiten, teilweise mit Panoramablick auf den Schlossgarten. Zum Haus gehörte das Leysieffer Café am Schlossgarten, zwei Restaurants und einige Tagungsräume. Ende Juni 2022 wurde das Hotel am Schlossgarten wegen Renovierung geschlossen. Die Wiedereröffnung war für Sommer 2025 geplant. Das Hotel am Schlossgarten gehörte bis 2022 zur Hotelkette Althoff Hotels und zum Hotelverbund The Leading Hotels of the World.
Das Unternehmen Munich Hotel Partners (MHP) will das Hotel in Stuttgart zukünftig als Mitglied der Autograph Collection der Marriott-Gruppe betreiben. Geplant ist eine umfassende Revitalisierung des Gebäudes, bei der im Sinne der Nachhaltigkeit möglichst viel Bestand erhalten beziehungsweise Bestandsmaterialien wiederverwendet werden sollen. Das Hotel mit zukünftig 130 Zimmern, Veranstaltungsräumen, Restaurant und großer Terrasse wird außerdem eine neue Rooftop-Bar auf der Dachterrasse im obersten Stockwerk mit 360-Grad-Blick über Stuttgart haben. Die Wiedereröffnung ist für 2028 als Teil des neuen Schlossgartenquartiers geplant.

## Restaurant Zirbelstube
Das Restaurant Zirbelstube hat mit Zirbelholz vertäfelte Wände. Es wird seit 2004 mit einem Michelin-Stern ausgezeichnet. Von 2012 bis 2014 wurde statt der Zirbelstube das Schlossgarten Restaurant im gleichen Haus genutzt. Ab 2002 kochte dort Bernhard Diers, gefolgt 2013 von Sebastian Prüßmann. Ab Januar 2017 war Denis Feix der Küchenchef.
2022 wurde das Hotel am Schlossgarten und das Restaurant Zirbelstube wegen Renovierung geschlossen; von März bis Juni 2022 wurde das Restaurant noch einmal geöffnet.
Im Sommer gab es neben den 45 Innenplätzen 35 Sitzplätze auf der Terrasse mit Blick auf den Schlossgarten.

## Trivia
Im Sommer 2022 wurden im Hotel am Schlossgarten einige Szenen zur Folge Blutiges Wiedersehen, der ZDF-Krimiserie SOKO Stuttgart gedreht.